# Deadly Towers
Deadly Towers (魔鐘?, Mashō) è un videogioco del 1986 sviluppato da Lenar e pubblicato da Irem per Nintendo Entertainment System. Il gioco avrebbe dovuto essere distribuito da Brøderbund con il titolo Hell's Bells.

## Modalità di gioco
In Deadly Towers il protagonista deve rimuovere sette campane da altrettanti torri. È presente un sistema di password.

## Accoglienza
Deadly Towers appare in prima posizione nella lista dei peggiori videogiochi NES di tutti i tempi compilata da Seanbaby.com. Joystiq ha definito il titolo "il gioco più frustrante per NES", nonostante riconosca alcuni pregi tra cui la varietà di nemici.